# Белоусов, Валерий Константинович
Валерий Константинович Белоу́сов (17 декабря 1948, Новоуральск, Свердловская область — 16 апреля 2015, Челябинск) — советский хоккеист, российский хоккейный тренер.
Мастер спорта СССР международного класса по хоккею (1976), Заслуженный тренер России (1992). Почётный гражданин Челябинска (2012).

## Биография
Выступал за команды «Кедр» (Свердловск-44) 1964—1967, «Спутник» (Нижний Тагил) 1967—1971 (130 матчей, 42 шайбы), «Трактор» 1971—1982. В составе «Трактора» провёл 418 игр, забив 221 гол. Лучший снайпер в истории челябинского хоккея.
За сборную СССР провёл 8 игр, забил 1 гол. Участник розыгрыша Кубка Канады 1976 года. Входит в клуб хоккейных бомбардиров Всеволода Боброва.
В 1982—1984 — играющий тренер в Японии, трёхкратный чемпион Японии в составе команды «Одзи Иглз».
В сезоне 1984/85 играл за «Металлург» (Челябинск) — 48 игр, 33 шайбы.
Окончил ЧГИФК, Высшую школу тренеров.
В 1985—1987 — играющий тренер команды «Металлург» (Магнитогорск). Местный «Металлург» к тому времени три года подряд находился на «подступах» к лидерам зонального турнира второй лиги. Первый круг зонального турнира «Металлург» безоговорочно выиграл, в начале второго — укрепил преимущество, в трех поединках в Свердловске со СКА, добыв одну победу и дважды сыграв вничью.
Спустя несколько лет, вместивших и учёбу в Высшей школе тренеров, и возвращение уже в качестве наставника в «Трактор», который под руководством Белоусова дважды завоёвывает «бронзу» национального чемпионата. В 1995 году он возвратился в «Металлург» на должность помощника Валерия Постникова. 26 октября 1996 года сменил Постникова на должности главного тренера. За шесть с половиной сезонов с «Металлургом» дважды завоёвывал «золото» Евролиги и чемпионата России, один раз — Суперкубок Европы и Кубок страны.
После «Металлурга» работал тренером-консультантом в «Тракторе». В октябре ему поступило предложение от «Авангарда». Ведомый Белоусовым «Авангард» в первом раунде плей-офф обыграл московское «Динамо» 3—0, затем «всухую» — тольяттинскую «Ладу» и в финале встретился с «Магниткой». Уступая в серии 0—2 после магнитогорских матчей, «Авангарду» удалось сравнять счёт и в Магнитогорске по буллитам обыграть «Металлург».
Затем была победа в Кубке европейских чемпионов 2005 года, очередной «триллер» Магнитогорск—Омск (второй год подряд, уступая в серии 0—2 «Авангард» обыгрывает на чужом льду «Магнитку»). В сезоне 2006 команда, играя в регулярном сезоне блекло, в плей-офф крушит «Магнитку» Дейва Кинга, но в финале «Ястребы» уступают «Ак Барсу» со счётом 0—3. В следующем сезоне «Авангард» в регулярном сезоне финиширует на 2 месте, но очередной раунд «триллера» Омск—Магнитогорск в полуфинале заканчивается не в пользу «Авангарда».
Сезон 2007 — не самый удачный в его карьере. «Авангард» чередует победы с поражениями, руководство во главе с губернатором дает ему время, но ситуация не меняется, и 29 декабря 2007 года генеральный менеджер Анатолий Бардин увольняет Белоусова, и весь тренерский штаб омского «Авангарда».
Летом 2008 года возвращается на должность главного тренера магнитогорского «Металлурга». В сезоне 2008/09 «Металлург» участвует в первом чемпионате КХЛ, Лиге чемпионов и играет за Кубок Виктории с «Нью-Йорк Рейнджерс». Белоусов уступает в матче за Кубок Виктории «Нью-Йорк Рейнджерс» 3:4, проигрывает в финале Лиги Чемпионов швейцарскому «ЦСК Лионс» со счетом 2:7, в регулярном сезоне КХЛ занимает 6 место, в плей-офф уступает «Локомотиву» в серии 1—4 и завоевывает бронзовые медали чемпионата.
В марте 2013 года одержал сотую победу в плей-офф чемпионатов России в качестве тренера.
В апреле 2013 года привёл челябинский «Трактор» впервые в 65-летней истории клуба к серебряным медалям чемпионата.
14 декабря 2013 года вошёл в тренерский штаб сборной России по хоккею.
Умер 16 апреля 2015 года от сердечно-лёгочной недостаточности. Прощание было 20 апреля 2015 года в здании ледовой арены «Трактор».  Похоронен на Митрофановском кладбище Центрального района города Челябинска Челябинской области.
По стечению обстоятельств, 21 апреля 2015 года возвращаясь с похорон Белоусова в районе Аши в ДТП погиб другой известный хоккеист и тренер Сергей Михалёв.

## Тренер
- 1987—1990  Трактор (Челябинск) — ассистент
- 1990—1995 / Трактор (Челябинск) — главный тренер
- 1995—1996  Металлург (Магнитогорск) — тренер команды
- 1996—2003  Металлург (Магнитогорск) — главный тренер
- 09.2003—10.2003  Трактор (Челябинск) — тренер-консультант
- 10.2003—12.2007  Авангард (Омск) — главный тренер
- 2008—2010  Металлург (Магнитогорск) — главный тренер
- 2010—2014  Трактор (Челябинск) — главный тренер

### Статистика
| Команда      | Турнир-сезон | Регулярный сезон | Регулярный сезон | Регулярный сезон | Регулярный сезон | Регулярный сезон | Регулярный сезон | Регулярный сезон | Регулярный сезон     | Плей-офф | Плей-офф | Плей-офф                    |
| Команда      | Турнир-сезон | И                | В                | ВО/ВБ            | Н                | ПО/ПБ            | П                | О                | Результат            | В        | П        | Результат                   |
| Трактор      |              |                  |                  |                  |                  |                  |                  |                  |                      |          |          |                             |
| ------------ | ------------ | ---------------- | ---------------- | ---------------- | ---------------- | ---------------- | ---------------- | ---------------- | -------------------- | -------- | -------- | --------------------------- |
| Трактор      | СССР 1990/91 | 28               | 9                | -                | 3                | -                | 16               | 21               | 12-е на I этапе      | -        | -        | Плей-офф не проводился      |
| Трактор      | СССР 1990/91 | 28               | 18               | -                | 6                | -                | 4                | 42               | 2-е в Перех. турнире | -        | -        | Плей-офф не проводился      |
| Трактор      | СССР 1991/92 | 30               | 15               | -                | 3                | -                | 12               | 33               | 6-е на I этапе       | 6        | 2        | Победа в серии за 5-е место |
| Трактор      | СССР 1991/92 | 6                | 1                | -                | 3                | -                | 2                | 5                | 3-е в группе Б       | 6        | 2        | Победа в серии за 5-е место |
| Трактор      | МХЛ 1992/93  | 42               | 28               | -                | 5                | -                | 9                | 61               | 2-е на Востоке       | 5        | 4        | 3-е место                   |
| Трактор      | МХЛ 1993/94  | 46               | 32               | -                | 3                | -                | 11               | 67               | 3-е место            | 4        | 2        | 3-е место                   |
| Трактор      | МХЛ 1994/95  | 52               | 26               | -                | 5                | -                | 21               | 57               | 5-е на Востоке       | 1        | 2        | Вылетели в 1/8 финала       |
| Металлург Мг | РСЛ 1996/97  | 24               | 14               | -                | 3                | -                | 7                | 31               | 4-е место            | 6        | 5        | 4-е место                   |
| Металлург Мг | РСЛ 1997/98  | 46               | 31               | -                | 10               | -                | 5                | 72               | 2-е место            | -        | -        | Плей-офф не проводился      |
| Металлург Мг | РСЛ 1998/99  | 42               | 34               | -                | 6                | -                | 2                | 74               | 1-е место            | 13       | 3        | 1-е место                   |
| Металлург Мг | РСЛ 1999/00  | 38               | 24               | 1                | 3                | 1                | 9                | 78               | 3-е место            | 8        | 4        | Вылетели в 1/2 финала       |
| Металлург Мг | РСЛ 2000/01  | 44               | 24               | 3                | 8                | 1                | 8                | 87               | 1-е место            | 10       | 2        | 1-е место                   |
| Металлург Мг | РСЛ 2001/02  | 51               | 28               | 3                | 2                | 3                | 15               | 95               | 5-е место            | 3        | 4        | 3-е место                   |
| Металлург Мг | РСЛ 2002/03  | 51               | 23               | 2                | 8                | 4                | 14               | 85               | 6-е место            | 0        | 3        | Вылетели в 1/4 финала       |
| Авангард     | РСЛ 2003/04  | 44               | 24               | 2                | 9                | 2                | 7                | 87               | 3-е место            | 9        | 2        | 1-е место                   |
| Авангард     | РСЛ 2004/05  | 60               | 29               | 3                | 10               | 1                | 17               | 104              | 6-е место            | 4        | 5        | Вылетели в 1/2 финала       |
| Авангард     | РСЛ 2005/06  | 51               | 26               | 3                | 6                | 3                | 13               | 93               | 4-е место            | 9        | 4        | 2-е место                   |
| Авангард     | РСЛ 2006/07  | 54               | 32               | 3                | 6                | 2                | 11               | 110              | 2-е место            | 7        | 4        | Вылетели в 1/2 финала       |
| Авангард     | РСЛ 2007/08  | 38               | 14               | 6                | -                | 1                | 17               | 55               | уволен               | -        | -        | -                           |
| Металлург Мг | КХЛ 2008/09  | 56               | 25               | 13               | -                | 3                | 15               | 104              | 6-е место            | 7        | 5        | Вылетели в 1/2 финала       |
| Металлург Мг | КХЛ 2009-10  | 56               | 34               | 6                | -                | 1                | 15               | 115              | 2-е на Востоке       | 5        | 5        | Вылетели в 1/4 финала       |
| Трактор      | КХЛ 2010/11  | 44               | 12               | 7                | -                | 6                | 19               | 56               | 9-е на Востоке       | -        | -        | Не попали в плей-офф        |
| Трактор      | КХЛ 2011/12  | 54               | 32               | 7                | -                | 4                | 11               | 114              | 1-е место в лиге     | 9        | 7        | 3-е место                   |
| Трактор      | КХЛ 2012/13  | 52               | 28               | 3                | -                | 8                | 13               | 98               | 3-е на Востоке       | 14       | 11       | 2-е место                   |
| Трактор      | КХЛ 2013/14  | 54               | 18               | 7                | -                | 7                | 22               | 75               | 9-е на Востоке       | -        | -        | Не попали в плей-офф        |

## Награды и звания
- Почётный гражданин Челябинска, 2012 год
- Мастер спорта СССР международного класса по хоккею, 1976 год
- Заслуженный тренер России, 1992 год

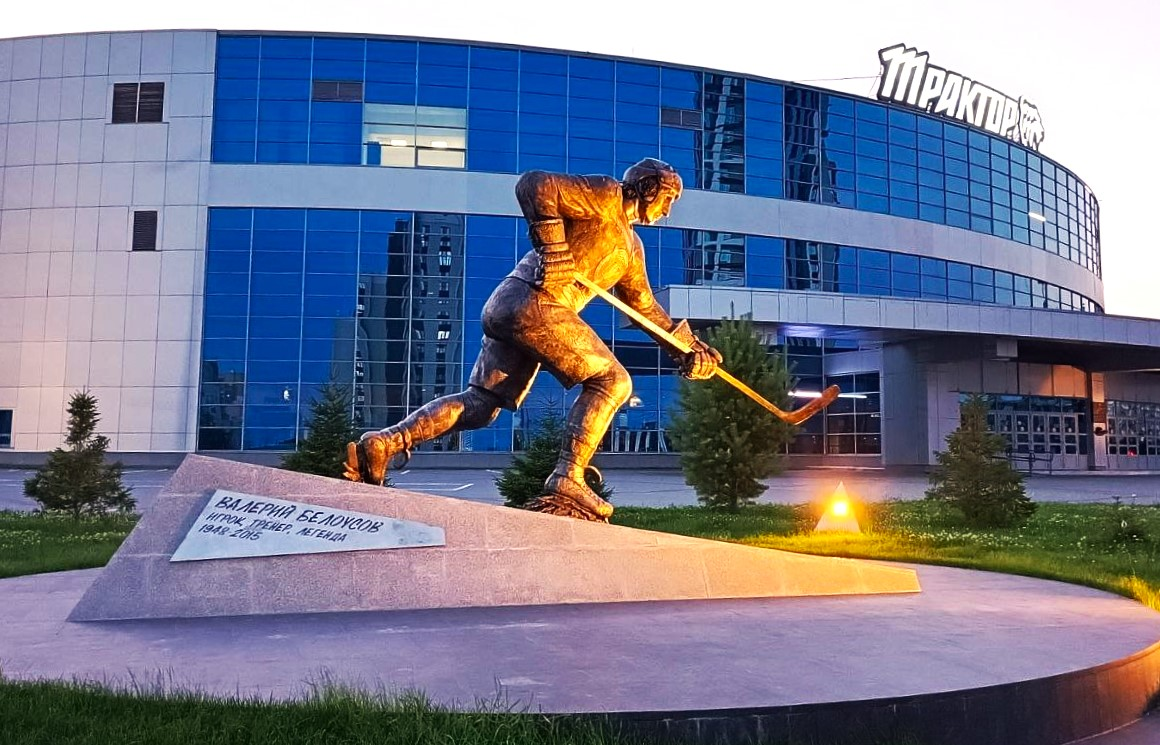
Памятник Валерию Белоусову на фоне арены

## Память
- Ледовой арене «Трактор» в городе Челябинске присвоено его имя.
- Рядом с Ледовой ареной «Трактор» установлен памятник Валерию Белоусову.